# Une si jolie petite plage
Pour plus de détails, voir Fiche technique et Distribution.
Une si jolie petite plage est un film français réalisé par Yves Allégret en 1948, sorti en salles en 1949.

## Synopsis
Une plage du nord de la France, en hiver, accablée de pluie. Un homme s'installe dans l'hôtel, où la patronne emploie des gosses de l'Assistance publique, telle la servante Marthe. Un personnage douteux arrive. Il accuse l'homme d'un crime et réclame sa part. Marthe essaie de sauver le voyageur car celui-ci fut, autrefois, exploité dans cet hôtel comme enfant de l'Assistance. La conclusion est morose, comme les protagonistes et la pluie qui continue de tomber.

## Fiche technique
- Réalisation : Yves Allégret
- Scénario, adaptation et dialogues : Jacques Sigurd
- Assistants réalisateurs : Suzanne Bon, Paul Feyder
- Photographie : Henri Alekan
- Opérateur : H. Arrignon
- Son : Pierre Calvet, Jacques Carrère
- Décors : Maurice Colasson, assisté de Henri Calviera
- Montage : Leonide Azar, assistée de Suzanne Rondeau
- Musique : Maurice Thiriet (éditions Choudens)
- Compositeur : Jacques Sigurd
- Script-girl : Lucille Costa
- Régisseur général : Georges Testard
- Régisseur ensemblier : Maurice Barnathan
- Photographe de plateau : Robert Courtot
- Maquillage : Paule Déan
- Administrateur général : Charles Borderie
- Administrateur du film : Julien Derode
- Production : C.I.C.C Dutch Européan, Darbor Films
- Producteur : Raymond Borderie
- Directeur de production : Émile Darbon
- Distribution : Les Films Corona
- Tournage dans les studios "Paris Studio Cinéma"
- Enregistrement sonore Western Electrix
- Tirage : Laboratoire L.T.C Saint-Cloud
- Pays :  France
- Format :  Noir et blanc - 1,37:1 - 35 mm - Son mono
- Genre : Drame
- Durée : 91 min
- Date de sortie : 
  - France - 19 janvier 1949
- Visa d'exploitation : 7739
- Affiche : Clément Hurel (France)

## Distribution
- Gérard Philipe : Pierre Monet, le voyageur, ancien enfant de l'Assistance
- Madeleine Robinson : Marthe, la servante de l'hôtel
- Jane Marken : Mme Mathieu, la patronne de l'hôtel
- Jean Servais : Fred, l'ancien amant de la chanteuse
- Julien Carette : le voyageur itinérant
- André Valmy : Georges
- Christian Ferry : le pupille de la Nation
- Paul Villé : M. Curlier, l'industriel d'Arras
- Gabriel Gobin : Arthur
- Robert Le Fort : le commissaire
- Yves Martel : le vieux
- Mona Dol : Mme Curlier, la femme de l'industriel d'Arras
- Gabrielle Fontan : la vieille dame

## À noter
- Pour ne laisser apparaître aucun piétinement de l'équipe technique ni aucune trace de matériel dans le sable de l'impressionnant plan final avec travelling arrière à partir du vieux couple contemplant la plage déserte, ce bout de séquence a en fait été tourné à l'envers, les comédiens marchant à reculons et leur voix doublée en post-synchronisation.
- Le tournage initialement prévu à Berck dans le Pas-de-Calais s'est déroulé à Barneville dans la Manche. En raison du beau temps, des pompiers ont été recrutés pour que la pluie tombe quasiment en continu dans les scènes tournées en extérieur[1]. Le nom Barneville-sur-Mer est visible au début du film,sur un panneau routier couvert par une pluie battante.
- Yves Allégret a tourné une seconde fin moins sombre qui n'a pas été gardée au montage final. « Pierre (Gérard Philipe) se rend à la police au petit matin, tandis que les habitants sortent de la messe dominicale »[2].
- Madeleine Robinson interprète les chansons de la chanteuse assassinée. Gérard Philipe retrouve sa première partenaire au théâtre. Il avait joué avec elle dans Une grande fille toute simple d’André Roussin en 1942[3].
- Dans une interview Yves Allégret dit s'être inspiré d'un fait divers : une chanteuse ayant été assassinée par son jeune amant pour des raisons financières. À la suite de la manifestation d'un groupe d'extrême-droite représentant les pupilles de la nation, le réalisateur a inséré au début et à la fin du film un avertissement afin de défendre sa position en tant que créateur qui n'était en aucun cas de nuire à leur réputation.